# 拉巴特卡
拉巴特卡（西班牙語：Labateca）是哥倫比亞的城鎮，位於該國東北部，由北桑坦德省負責管轄，距離首府庫庫塔113公里，始建於1620年，面積249平方公里，海拔高度1,465米，2005年人口5,776。

## 外部連結
- （西班牙文） Government of Norte de Santander - Labateca
- （西班牙文） Labateca official website

7°20′N 72°30′W / 7.333°N 72.500°W